# Sant Martí de Cerdanya
Sant Martí de Cerdanya – miejscowość w Hiszpanii, w Katalonii, w prowincji Girona, w comarce Baixa Cerdanya, w gminie Guils de Cerdanya.
Według danych INE z 2010 roku miejscowość zamieszkiwało 98 osób.